# جورج ريد (لاعب كرة قدم)
جورج ريد (بالإنجليزية: George Reid)‏ (16 يناير 1896 في المملكة المتحدة - ) هو لاعب كرة قدم بريطاني (وحمل سابقاً جنسية المملكة المتحدة لبريطانيا العظمى وأيرلندا) في مركز الهجوم. شارك مع منتخب أيرلندا لكرة القدم. أما مع النوادي، فقد لعب مع ستوكبورت كونتي وكارديف سيتي ونادي بلاكبول ونادي فولهام ونادي والسول وRotherham County F.C. ‏.

## وصلات خارجية
- جورج ريد على موقع قاعدة بيانات كرة القدم.إي يو (الإنجليزية)
- جورج ريد على موقع ناشيونال فوتبول تيمز (الإنجليزية)